# Центральний банк Ісландії
Центральний банк Ісландії (ісл. Seðlabanki Íslands) — центральний банк держави Ісландія. Існує в своєму вигляді з 1961 року на основі акту Альтингу (Парламенту Ісландії). До цього його роль (з обмеженими правами) виконував комерційний банк «Landsbanki Íslands» (у перекладі — «Національний банк Ісландії»).
Центральний банк Ісландії належить Уряду Ісландії і управляється Головою та сімома членами Наглядової Ради. Вони обираються Парламентом країни після кожних загальних виборів. Банк володіє монопольним правом на випуск банкнот та монет Ісландської крони — національної валюти Ісландії. Також на нього покладено обов'язки з управління державними валютними резервами. Можливість регулювати процентні ставки в комерційних та ощадних банках була скасована відповідним актом в 1986 році.
Хоча формально була прописана незалежність Центрального банку від Уряду, історично його керівництво слідувало політиці центральної влади країни. Проте в 2001 році був запроваджений плаваючий режим валютного курсу, і з того часу Центральний банк уповноважений контролювати рівень інфляції та керувати монетарною політикою з метою досягнення цінової стабільності, незалежно від політики центральної влади.